# Challenge Records (1994)
Challenge Records International B.V. de Amersfoort es un sello discográfico neerlandés que fue creado en 1994 por Hein van de Geyn, Anne de Jong y Joost Leijen. Está especializado en grabaciones de música clásica y jazz. Su catálogo incluye música de Nat Adderley, Paul Bollenback, Bob Brookmeyer, Keith Ingham, Rick Margitza, Enrico Pieranunzi, Yitzhak Yedid, Clark Terry, Jasper van 't Hof, Eric Ineke y Eric Vloeimans.

## Sellos
En la actualidad Challenge Records incluye otros sellos:
- A Records
- Antoine Marchand
- Between The Lines
- Buzz
- Challenge Classics
- Challenge Jazz (productor Hein van de Geyn)
- Challenge Legacy
- Challenge Records
- Daybreak (productor Fred Dubiez)
- Double Moon (productor Volker Dueck)[3]
- Drukplaten
- Fineline
- JJ-Tracks
- PineHill
- Retrieval (restauraciones de John R.T. Davies)[4]
- SunnyMoon Records
- Supertracks Records
- Timeless Jazz Legacy
- Van Dyck Records
- V-Flow

Además Challenge distribuye muchos sellos independientes de jazz neerlandeses y alemanes.

## Artistas
Entre los principales artistas clásicos neerlandeses que graban con esta compañía discográfica están De Nederlandse Opera y Nederlands Symfonieorkest.